# Fabian Hambüchen
Fabian Hambüchen (Bergisch Gladbach, 25 ottobre 1987) è un ginnasta tedesco campione olimpico alla sbarra alle Olimpiadi di Rio de Janeiro 2016, vincitore della medaglia di bronzo a Pechino 2008 e di quella d'argento a Londra 2012.

## Palmarès
- Giochi olimpici estivi

Pechino 2008: bronzo nella sbarra.
Londra 2012: argento nella sbarra.
Rio de Janeiro 2016: oro nella sbarra.
- Mondiali

Aarhus 2006: bronzo nel concorso individuale e nel volteggio.
Stoccarda 2007: oro alla sbarra, argento nel concorso individuale e bronzo a squadre.
Rotterdam 2010: bronzo alla sbarra e nel concorso a squadre.
Anversa 2013: argento alla sbarra e bronzo nel concorso individuale.
- Europei

Debrecen 2005: oro alla sbarra.
Amsterdam 2007: oro alla sbarra e argento nel concorso individuale.
Losanna 2008: oro alla sbarra, argento nel concorso a squadre e bronzo nel corpo libero.
Milano 2009: oro nel concorso individuale e nel corpo libero e bronzo alle parallele.
Birmingham 2010: oro nel concorso a squadre e bronzo alla sbarra.
- Giochi europei

Baku 2015: oro nella sbarra; argento nel corpo libero;
- Universiadi

Kazan' 2013: argento nel concorso generale; argento nel corpo libero;
Gwangju 2015: oro nella sbarra;